# Jeg vil bo i Danmark
Jeg vil bo i Danmark er en dansk dokumentarfilm fra 1970 med instruktion og manuskript af Wladyslaw Forbert.

## Handling
Blandt de polske flygtninge, der kom til Danmark i 1969 var filminstruktør og -fotograf Wladyslaw Forbert. Her skildrer han mødet med sit nye fædreland. Filmen er en fabulerende fortælling om nydanskeres syn på Danmark.